# Niveaspis ilicis
Niveaspis ilicis är en insektsart som först beskrevs av Hoke 1927.  Niveaspis ilicis ingår i släktet Niveaspis och familjen pansarsköldlöss. Inga underarter finns listade i Catalogue of Life.